# Змієящірка багатокрапчаста
Змієящірка багатокрапчаста, безногий сцинк багатокрапчастий (Ophiomorus punctatissimus) — вид ящірок родини сцинкових (Scincidae). Один із 12 видів роду. Поширений у Греції та Туреччині. Мешканець середземноморських гірських і прилеглих рівнинних ландшафтів. Вид охороняється Бернською конвенцією та Директивою Європейського Союзу 92/43/ЄС «Про збереження природних оселищ та видів природної фауни і флори».

## Опис
Невелика безнога ящірка з блискучим подовженим тілом до 18 см завдовжки (L. + L.cd.), але зазвичай менше. Хвіст (L.cd.) відносно короткий, потовщений біля основи, співмірний із довжиною тулуба з головою (L.). Очі маленькі; на рухливих нижніх повіках є по одному прозорому овальному диску. Ушний отвір відсутній. 
Тіло вкрите досить великою гладенькою лускою. Міжтім'яний щиток значно більший за тім'яні. Ніздря розташована між двома щитками – нижньо- і верхньоносовими. Ротова щілина прикрита більш-менш розвиненими вільними краями верхньогубних і підорбітального щитка.
Забарвлення верхньої сторони тіла зазвичай коричневе, жовтувате або сірувате з металевим вилиском. Боки тіла темніші. Уздовж всього тіла тягнуться численні ряди дрібних темних плям, за що ящірка отримала видову назву. Молоді особини забарвлені більш контрастно і мають темніші боки.

## Поширення
Ареал виду розірваний і складається з двох частин — європейської (Південна Греція) та азійської (Південна Туреччина). Окремі популяції населяють прилеглі острови. 

## Місця проживання
Населяє в основному оливкові гаї з трав'янистою рослинністю і розкиданим камінням. Зазвичай трапляється під камінням у пухкому ґрунті, в який з легкістю закопується. У гори піднімається до висоти 800 м н. р. м.

## Особливості біології
Майже увесь час тримається у сховищах — під камінням та подібними предметами, щоб поглинати непряме тепло. Здатна швидко закопуватись у пухкий ґрунт. Зазвичай активна між лютим і листопадом, але може бути активною протягом року за відповідних умов, наприклад на рівнині. Місцями є досить чисельним видом, особливо навесні. Ящірок важко знайти в теплу пору року, коли вважається, що вони менш активні й можуть зариватися глибше в землю. 
Змієящірка багатокрапчаста належить до яйцекладних плазунів. Парування відбувається в квітні — травні. Самиці відкладають 2–4 яйця в пухкий ґрунт.
Харчується різноманітними дрібними безхребетними.

## Охорона
Стан більшості природних популяцій виду в межах ареалу залишається більш-менш стабільним. Саме тому він, згідно Червоного списку МСОП, отримав охоронний статус «відносно благополучний вид. Але в окремих регіонах спостерігається тенденція до зниження чисельності популяції виду, що потребує запровадження охоронних заходів. Тому, змієящірка багатокрапчаста занесена до Додатку ІІ Бернської конвенції (охоронна категорія: вид підлягає особливій охороні) та Директиви Європейського Союзу 92/43/ЄС «Про збереження природних оселищ та видів природної фауни і флори» (Додаток IV. Види рослин і тварин, що становлять особливий інтерес для Європейського Союзу, які потребують суворих заходів охорони).

## Систематика
Один із 12 видів роду змієящірок (Ophiomorus).
У 2018 році турецькі популяції Ophiomorus punctatissimus були переописані як Ophiomorus kardesi.